# L'uomo nero e la bicicletta blu
L'uomo nero e la bicicletta blu è un romanzo di Eraldo Baldini pubblicato nel 2011.

## Trama
Agosto 2010. Luigi Melandri è un cinquantasettenne di Bagnago, paese fittizio della Romagna, che in una sera d'estate ripensa agli eventi accaduti quarantasette anni prima, che segnarono la fine della sua infanzia. All'epoca era un bambino che viveva col padre, commerciante di bestiame con scarso fiuto per gli affari, la madre casalinga, il nonno mutilato di guerra e fervente repubblicano, il fratello minore Enrico (prediletto dai genitori) e il gatto Merdo (chiamato così in quanto sofferente di diarrea). Tra i suoi amici c'erano Francesco, figlio di possidenti, Paolino, leggermente ritardato, Sergio detto Puzzola e Allegra, figlia del direttore della banca da poco trasferito in paese. Completavano la cerchia delle sue conoscenze i parenti come il cugino Luciano e i tipi più o meno strani del paese, come l'ernioso Carlino, il cosiddetto Morto (perché riconosciuto in un cadavere e poi riapparso, che portava fiori sulla propria tomba come il fu Mattia Pascal), il brutto Gino Rospo e la vecchia Tugnina, narratrice di fiabe in cui spesso compariva l'Uomo nero.
Tra i sogni del Luigi bambino c'era quello di possedere una bicicletta blu, del costo di ventimila lire, esposta nella vetrina di un negozio, che la sua famiglia non poteva permettersi di regalargli. Luigi inizia quindi a fare risparmi e lavoretti per raggiungere tale somma. 
I mesi passano scanditi dagli eventi della vita del paese e dei suoi coetanei, come la questua di Capodanno, la festa di Carnevale, la trasmissione del Festival di Sanremo in televisione, i roghi per la festa di san Giuseppe, la festa per le cresime, gli esami di licenza elementare, la raccolta della camomilla, un incidente stradale causato dalla guida spericolata del nonno (in cui è il nipote ad avere la peggio) ed il compleanno di Allegra.
Un pomeriggio di ottobre Allegra non fa ritorno a casa. Gigi ha il presagio che sia avvenuto qualcosa di orribile e si lancia alla sua ricerca. La bicicletta della bambina viene trovata nei pressi della casa del Capitano, un ex ufficiale dell'esercito molto riservato di cui si raccontano atti di crudeltà avvenuti durante l'ultima guerra e su cui gravavano sospetti di pedofilia. Una folla inferocita circonda la casa e qualche esagitato appicca il fuoco. Il Capitano si uccide impiccandosi. Successivamente viene arrestato, sotto gli occhi di Gigi e Francesco, Gino Rospo, che confessa la violenza sessuale e l'omicidio.
Il padre di Allegra, come riconoscimento per l'amicizia con la figlia, regala a Gigi la bicicletta tanto ambita.
La vita di Luigi continua con le scuole superiori, l'università, il lavoro di giornalista, le morti dei famigliari, due matrimoni e due divorzi, sempre tenendo vivo il ricordo di Allegra, della quale torna a visitare regolarmente la tomba.

## Edizioni
- Eraldo Baldini, L'uomo nero e la bicicletta blu, Stile libero. Big, Torino, Einaudi, 2011,  p. 275, ISBN 9788806195397.